# Astrid Beckmann

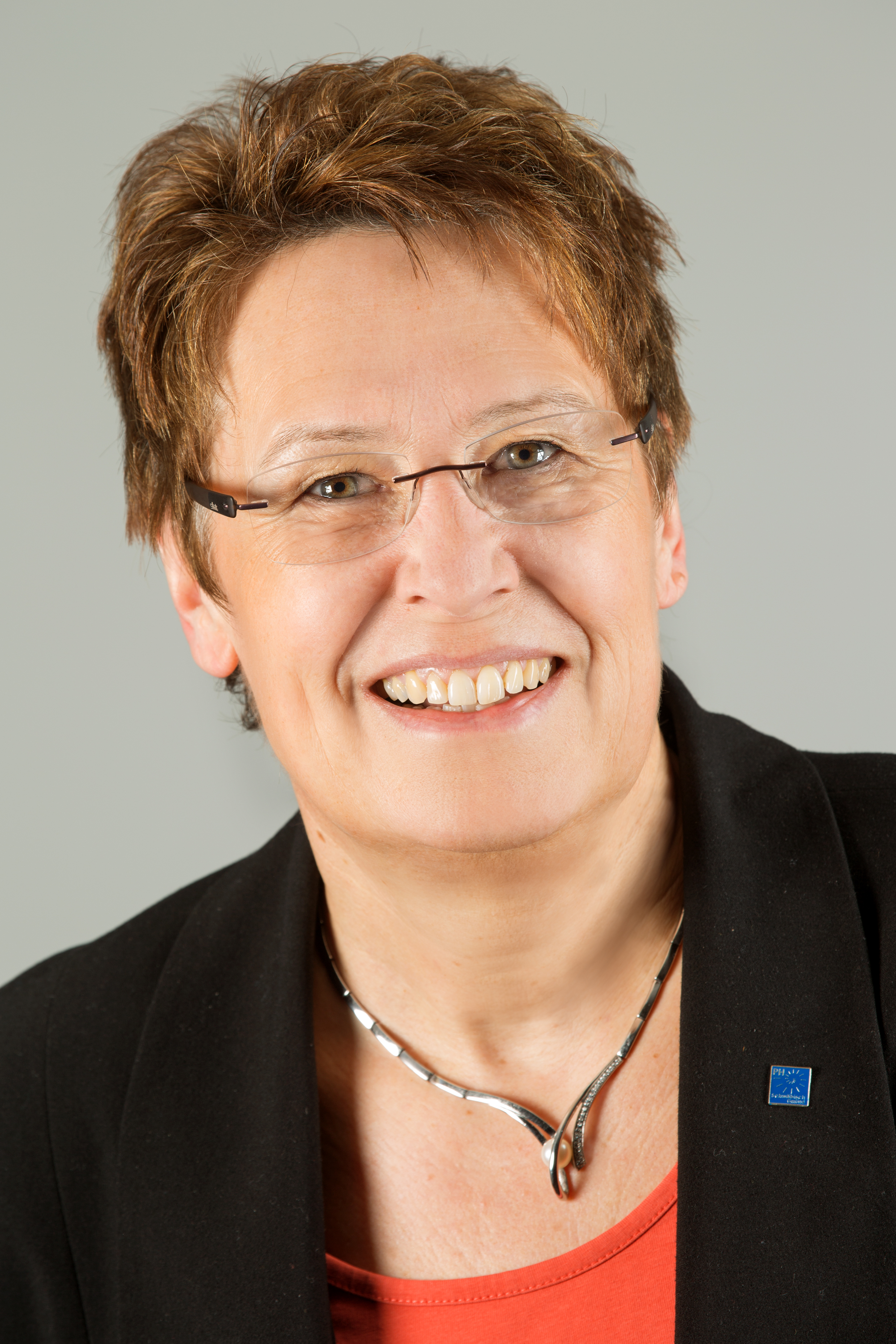
Astrid Beckmann (2015)

Astrid Beckmann (* 20. Dezember 1957 in Berlin als Astrid Rautenberg) ist eine deutsche Physikerin, Professorin für Mathematik und Mathematikdidaktik und langjährig Hochschulrektorin.

## Leben
Astrid Beckmann stammt aus Berlin; während der Schulzeit erhielt sie einen ersten und einen zweiten Preis beim Bundeswettbewerb Mathematik. Nach dem Abitur 1976 studierte sie Mathematik und Physik an der Freien Universität Berlin. Ihre physikalische Abschlussarbeit über Widerstandsmessungen an metallischen Verbindungen entstand am Helmholtz-Zentrum Berlin für Materialien und Energie.
Nach der erfolgreich absolvierten Referendarzeit in Darmstadt schloss sich eine Tätigkeit als Physikerin am physikalischen Institut der Johann-Wolfgang-Goethe-Universität Frankfurt am Main an. Beckmann bearbeitete dort im „Kristallabor“ in der Arbeitsgruppe, der ehemals auch Gerd Binnig (Nobelpreis für Physik 1986) angehörte, Fragestellungen zur Materialforschung, und zwar speziell zu Seltene-Erden-Verbindungen.
1989 promovierte Beckmann am Fachbereich Mathematik der Justus-Liebig-Universität Gießen zum Dr. rer. nat. zu einem Thema zum Beweisen (bei Heinz Schwartze und Günter Pickert). Beckmann setzte ihre Arbeit als Mathematikdidaktikerin fort, zunächst als Stipendiatin des Hessischen Ministeriums für Wissenschaft und Kunst. Von 1994 bis 2003 war sie Studienrätin für Mathematik und Physik in Lemgo (Ostwestfalen) sowie an der Universität Hannover, wo sie 2003 habilitierte: venia legendi Didaktik der Mathematik (Entwicklung einer Modellkonzeption zu fächerübergreifendem Mathematik-/Unterricht, auch in Verbindung zu Physik, Deutsch und Informatik).
Nach einer kurzen Tätigkeit als Privatdozentin an der Universität Hannover wurde Astrid Beckmann 2003 zur Professorin für Mathematik und Mathematikdidaktik an die Pädagogische Hochschule Schwäbisch Gmünd/University of Education berufen. Von 2003 bis 2005 leitete sie dort das Institut für Mathematik und Informatik, von 2005 bis 2008 war sie Prorektorin für Forschung, Entwicklung und internationale Beziehungen. Beckmann ist – gemeinsam mit Claus Michelsen/Dänemark und Bharath Sriraman/USA – Initiatorin der internationalen interdisziplinären MACAS-Tagungen, die 2005 mit MACAS 1 ihren Anfang an der PH Schwäbisch Gmünd fanden und Fortsetzungen u. a. in Odense/Dänemark und Moncton/Kanada (Viktor Freiman) hatten (MACAS: Mathematics and its Connections to the Arts and Sciences). Aus dieser Initiative ist auch das transatlantische Netzwerk „Network for a better education in mathematics, science and arts“ mit den Universitäten Montana/USA und Moncton entstanden, deren Gründungsmitglied Beckmann ist. Von 2010 bis 2018 war sie Rektorin der Pädagogischen Hochschule Schwäbisch Gmünd. Seit 2007 lehrt Beckmann auch an der Universität Ulm und 2016 erhielt sie die Ehrendoktorwürde (Dr. h. c.) der Nationalen Linguistischen Universität Kiew.
Beckmann kooperierte bzw. leitete zahlreiche Projekte, u. a. auch das Projekt „Ein mathematischer Weg durch meine Stadt“ zur Förderung des Interesses und Images der Mathematik. Von 2006 bis 2010 leitete Beckmann das erfolgreiche europäische ScienceMath-Projekt mit Partnern aus Dänemark, Finnland und Slowenien (Koordination PH Schwäbisch Gmünd). Im Herbst 2009 wurde Beckmann einstimmig zur Rektorin der Pädagogischen Hochschule Schwäbisch Gmünd gewählt. Von 2010 bis 2018 hatte sie das Amt inne. Als Rektorin einer der sechs Pädagogischen Hochschulen/University of Education (Universitätsstatus/Promotions- und Habilitationsrecht) repräsentierte und leitete sie damit eine der wenigen bildungswissenschaftlichen universitären Einrichtungen in Deutschland. Von 2011 bis 2015 war Beckmann Stellvertretende Vorsitzende der Landesrektorenkonferenz der Pädagogischen Hochschulen (LRK), von April 2015 bis 2017 Vorsitzende der LRK. Als Vorstandsmitglied der Landesrektorenkonferenz der PHs hat sie die Pädagogischen Hochschulen auch im Senat der Hochschulrektorenkonferenz Deutschlands (HRK) vertreten.
Beckmann hat drei erwachsene Kinder. Sie erzielte verschiedene sportliche Erfolge in leichtathletischen Disziplinen, insbesondere im Weitsprung und Kugelstoßen. Dazu gehören auch Siege, Platzierungen und Teilnahmen bei Stadtmeisterschaften (Berlin 1975, Lemgo 1999), Deutscher Meisterschaft und Weltmeisterschaft (Masters in St. Sebastian 2005).

## Wissenschaftliches Werk
Von Beckmann stammen zahlreiche wissenschaftliche Publikationen und Monographien; darüber hinaus ist sie Herausgeberin nationaler und internationaler Einzelwerke, Buchreihen, Proceedings und Journalen. Unter der Betreuung von Astrid Beckmann sind verschiedene Promotionswerke entstanden.

## Monographien
- Zur didaktischen Bedeutung der abbildungsgeometrischen Beweismethode für 12- bis 15-jährige Schüler. Franzbecker-Verlag, Bad Salzdetfurth 1989, Dissertation
- Der literarische Mathematikunterricht. Franzbecker-Verlag, Bad Salzdetfurth 1995
- Beweisen im Geometrieunterricht der Sekundarstufe I. LIT, Hamburg, Münster und London 1997
- Fächerübergreifender Unterricht – Konzept und Begründung. Franzbecker-Verlag, Hildesheim und Berlin 2003
- Fächerübergreifender Mathematikunterricht. Franzbecker-Verlag, Hildesheim und Berlin 2003
  - Teil 1: Ein Modell, Ziele und fachspezifische Diskussion
  - Teil 2: Mathematikunterricht in Kooperation mit dem Fach Physik
  - Teil 3: Mathematikunterricht in Kooperation mit dem Fach Deutsch
  - Teil 4: Mathematikunterricht in Kooperation mit Informatik.
- Experimente zum Funktionsbegriffserwerb. Aulis-Verlag, Köln 2006
- A Conceptual Framework for Cross-Curricular Teaching. Special Issue on Interdisciplinary Teaching. In: The Montana Mathematics Enthusiast. 6/1, March 2009, S. 1–56

## Herausgebertätigkeit
Zu den von Astrid Beckmann herausgegebenen Werken gehören die MACAS-Proceedings (ab 2005) und das ScienceMath-Volume zum EU-Projekt (ISBN 978-3-88120-492-7). Beckmann ist Initiatorin und Herausgeberin der Schwäbisch Gmünder mathematikdidaktischen Reihe und des Wissenschaftsmagazins Forum Forschung. Sie ist Mitglied des „International Editorial Advisory Board“ des The Mathematics Enthusiast.